# Videoconsolas de sexta generación
En la historia de los videojuegos, la sexta generación de consolas (erróneamente llamada la era de los 128 bits; consulte la sección de "bits y potencia del hardware" de porque es erróneo el nombre ) se refiere a la era de computadoras y videojuegos y consolas que comenzaron a estar disponibles a finales del siglo XX. Se considera que esta generación comienza con el lanzamiento de la Sega Dreamcast en Japón, el 27 de noviembre de 1998, seguida de PlayStation 2, el 4 de marzo de 2000, GameCube el 14 de septiembre de 2001 y Xbox el 15 de noviembre de 2001. El 13 de marzo de 2001, la Dreamcast fue la primera en ser descontinuada. Xbox en 2006, GameCube en 2007 y PlayStation 2 fue la última, en enero de 2013.
Es en esta generación que Sony lanza su segunda consola de videojuegos, Microsoft ocupa lugar en el mundo de las videoconsolas, Nintendo prescinde de los cartuchos para pasar a un formato propio de discos, el Nintendo Optical Disc, mientras que Sega abandona el ámbito de la fabricación de consolas con la que sería su última.
La mayor innovación de esta generación fue la utilización de internet para permitir una experiencia completa de juego en línea. Mientras que la generación anterior tuvo algunos sistemas que contaban con conectividad por internet, como el Apple Pippin, estas tuvieron poco éxito en el mercado y, por lo tanto, un éxito limitado en esa área. Servicios como Xbox Live se convirtieron en el estándar de la industria en esta y las generaciones siguientes. Otra innovación de Xbox fue ser la primera en utilizar un disco duro interno para almacenar datos de juego. Esto condujo a muchas mejoras futuras en la experiencia de juego, incluyendo la habilidad de almacenar datos de programa (en lugar de solo datos de guardado) que permitirían tiempos de carga más rápidos, así como la habilidad de descargar juegos directamente de internet en lugar de comprar presentaciones físicas de los mismos como lo son los discos o los cartuchos. Poco después de su lanzamiento, otros sistemas como PlayStation 2, produjeron dispositivos periféricos para permitir capacidades similares, y para la siguiente generación el almacenamiento interno se convirtió en un estándar de la industria.
La mención de las tasas de bits (i.e. "64 bits" ó "32 bits" de la generación previa) para la mayoría de las consolas entraron en desuso en esta era, con las notables excepciones siendo anuncios publicitarios de Dreamcast y PS2 que anunciaban "gráficos de 128 bits" al inicio de la generación. El número de "bits" citado de esta manera en las consolas se refiere al tamaño de palabra del CPU, y había sido usado por los departamentos de mercadotecnia de hardware como "demostración de potencia" por muchos años.
Mientras tanto, en el campo de las consolas portátiles, la sexta generación comenzó con la WonderSwan de Bandai, lanzado en Japón en 1999. Nintendo mantuvo su dominio del mercado portátil con el lanzamiento en 2001 de la Game Boy Advance, la cual contaba con muchas mejoras con respecto al Game Boy. Game Boy Advance fue descontinuada en 2010.
Los últimos juegos oficiales para Dreamcast fueron lanzados en 2002 en América y Europa y en 2007 en Japón. Los últimos juegos de GameCube fueron lanzados en 2006 en Japón y en 2007 en América y Europa. Los últimos juegos de Xbox fueron lanzados en 2007 en Japón y 2008 en América y Europa.

## Consolas caseras
PlayStation 2 alcanzó el dominio en las ventas en esta generación, convirtiéndose en la consola más vendida de la historia, con más de 150 millones de unidades vendidas hasta el último reporte de ventas oficial en enero de 2011 antes de su cese de producción en 2013. En noviembre de 2024, Sony publicó en el sitio web oficial de PlayStation una cifra de 160 millones de unidades vendidas de PS2. Xbox anunció haber vendido más de 24 millones de unidades hasta mayo de 2006, y GameCube había vendido 22 millones de unidades hasta septiembre de 2010. Sega Dreamcast, que fue lanzado antes que todos los demás y fue descontinuado en 2001, quedó en cuarta posición de ventas con 9.13 millones de unidades.
El fin de la sexta generación comenzó cuando el Xbox fue sucedido por Xbox 360 a finales de 2005. GameCube seguía en producción tras el lanzamiento de Wii a finales de 2006, y para mediados de 2008 ya había dejado de producirse. Los juegos de PlayStation 2, Xbox y GameCube seguían siendo producidos hasta 2008, mientras los juegos de Dreamcast habían sido oficialmente descontinuados en 2003, a excepción de algunos ports de NAOMI lanzados solamente en Japón en 2004. El PlayStation 2 seguía siendo fabricado después del lanzamiento de Wii U en 2012.

### Dreamcast
La Dreamcast de Sega es la primera consola de la generación y contaba con varias características para tener ventaja ante la competencia, incluyendo conectividad a internet a través de su módem integrado, y un navegador web.
La consola es acreditada por haber restaurado la reputación de Sega, que había sido dañada por los fracasos comerciales anteriores de Sega Saturn, Sega 32X, Genesis Nomad y Sega CD. A pesar de esto, Dreamcast fue descontinuada prematuramente debido a numerosos factores. El inmintente y muy anticipado lanzamiento de PlayStation 2 ralentizó las ventas de Dreamcast, más que nada debido al hecho de que PlayStation 2 incluía un reproductor de DVD integrado y un gran número de poseedores de PS1 buscando actualizar a la nueva y retrocompatible consola.
La decisión de Sega de implementar un GD-ROM (aunque públicamente anunciado como CD-ROM) como medio de almacenamiento sirvió para minimizar gastos pero no logró hacer buen frente ante las muy promocionadas capacidades de DVD de PS2. Sega no fue capaz o no estaba dispuesta a gastar en la publicidad necesaria para competir con Sony, quienes habían tenido pérdidas masivas con PlayStation 2 para ganar cuota de mercado. Con los anuncios de Xbox y GameCube a finales de 2000, la consola de Sega fue considerada por algunos como obsoleta tan solo 2 años después de su lanzamiento. Las pérdidas previas de Saturn, 32X, y Sega/Mega-CD, el estancamiento de ventas debido a PlayStation 2, y la inminente competencia de Microsoft y Nintendo causaron que las ganancias de la consola disminuyeran y que Sega anunciara su intención de liquidar el sistema a inicios de 2001, cesando la producción en marzo de ese mismo año y abandonando el mercado de consolas gradualmente hasta retirarse del ámbito por completo en 2004. Desde la descontinuación de Dreamcast, Sega transicionó al desarrollo de software, haciendo juegos como desarrollador de tercera para otros sistemas y plataformas.

### PlayStation 2
La marca que Sony había establecido con la PlayStation original fue un factor mayor en la prevalencia de PlayStation 2, tanto en cuestión de asegurar una base de consumidores como de atraer a compañías desarrolladoras, con el incremento gradual de una cosa reforzando la otra. PlayStation 2 también era capaz de reproducir películas en DVD, siendo un aparato asequible en una época en la que los reproductores autónomos de DVD eran costosos, y además era retrocompatible con los juegos de la primera PlayStation, haciendo que su catálogo de juegos disponibles fuera inmenso frente a su competencia. Sony Computer Entertainment aseguró la licencia de juegos clave como Final Fantasy X, Grand Theft Auto III y Metal Gear Solid 2: Sons of Liberty, permitiendo a PS2 superar los lanzamientos de sus competidoras. La consola terminó convirtiéndose en la consola más vendida de esta generación, mientras que sus competidores, Xbox y GameCube, alcanzaron un éxito modesto.

### GameCube
Nintendo batalló con apariencias de marca conflictivas, particularmente la de family-friendly que desarrollaron durante los 90's. Su arsenal de franquicias e historia en la industria, a pesar de ganarles una base leal de seguidores, no logró darles la ventaja necesaria contra Xbox y PlayStation 2, que cautivaban a las audiencias buscando títulos de clasificación "Maduro", de los cuales Nintendo tenía pocos. Nintendo también hizo pocos avances hacia el juego en línea (lanzando solo un manojo de juegos con compatibilidad en línea para GameCube, siendo el más popular Phantasy Star Online Episode I and II, el cual era una versión mejorada del juego de Dreamcast), en su lugar enfatizando la conectividad con Game Boy Advance. Como resultado, GameCube no logró igualar las ventas de su predecesor, el Nintendo 64, pero la consola no fue un fracaso financiero. Nintendo sí logró, sin embargo, rejuvenecer su relación con varios desarrolladores, muchas veces trabajando en cercana colaboración con ellos para producir juegos basados en sus franquicias, en contraste al pasado cuando esto frecuentemente se consideraría como un abuso a los desarrolladores a finales de los 80's, cuando el Nintendo Entertainment System estaba en el mercado. Como resultado, GameCube tuvo más lanzamientos de desarrolladores de primera y segunda que sus competidores, cuyos títulos más exitosos fueron principalmente producidos por desarrolladores de tercera.
Esta es la primera generación en la que Nintendo comenzó a utilizar discos (a través de un formato propietario de mini DVD de 1.4 GB) para su distribución de software, lo cual dificultaba el trabajo a los desarrollores de juegos debido a la limitación de espacio. Se considera que tomaron esta medida para combatir la piratería, lo cual sí pareció rendir frutos, y a pesar de la dificultad añadida para el desarrollo con la limitación de espacio, los juegos no sufrieron en su desempeño.

### Xbox
A pesar de que Xbox tuvo el formidable respaldo financiero de Microsoft, fue incapaz de amenazar significativamente el predominio de PlayStation 2 como líder de mercado. Sin embargo, Xbox atrajo una gran base de seguidores y fuerte apoyo de desarrolladores de tercera en los Estados Unidos y Europa, y se convirtió en una marca reconocible en el mainstream. El servicio en línea de Xbox Live con su modelo centralizado resultó particularmente exitoso, provocando que Sony impulsara las capacidades en línea de PlayStation 2. Xbox Live también le dio a Xbox una ventaja sobre GameCube, el cual tenía una carencia casi total de juegos en línea. El estandarte de Xbox Live fue el juego Halo 2, el cual fue el juego más vendido de Xbox con más de 8 millones de copias vendidas en todo el mundo. Sin embargo, Xbox fracasó en conseguir seguidores en Japón, con razones citadas como la falta de reconocimiento de la marca, falta de compromiso a la consola de parte de las distribuidoras y desarrolladores japoneses, la incapacidad del personal de Microsoft de entender completamente las diferencias culturales, y las preferencias etnocéntricas del público japonés hacia los productos nativos.

## Bits y potencia de hardware
La clasificación de bits para consolas quedó en desuso tras la quinta generación (32/64 bits). El número de "bits" mencionado en los nombres de las consolas se refería al tamaño del ancho de banda de la CPU, pero aumentar el tamaño del bus de datos mucho más allá de 32 bits no ofrece grandes ventajas en las CPU; el rendimiento dependía de otros factores, como la velocidad de la  central processing unit (CPU), la velocidad de la  graphics processing unit (GPU), la capacidad del canal, el tamaño del almacenamiento de datos y la velocidad, latencia y tamaño de la memoria de acceso aleatorio (RAM).
Por lo tanto, la importancia del número de bits en el mercado moderno de videojuegos de consola ha disminuido debido al uso de componentes que procesan datos en palabras de diferentes tamaños. Anteriormente, los fabricantes de consolas utilizaban el término "n-bit" para exagerar las capacidades de hardware de sus sistemas. Dreamcast y PlayStation 2 fueron las últimas consolas en usar el término "128 bits" en su marketing para describir su capacidad.
No es fácil comparar la potencia relativa de los diferentes sistemas. Tener un mayor tamaño de palabra de CPU no significa necesariamente que una consola sea más potente que otra. Asimismo, la frecuencia de funcionamiento (Hertz) de la CPU de un sistema tampoco es una medida precisa del rendimiento, excepto entre sistemas de la misma arquitectura o similar.
La Xbox utiliza una CPU de arquitectura  CISC x86 de 32 bits (CPU de computadoras), con un conjunto de instrucciones igual al  Celeron Mobile, con núcleo Coppermine, aunque tiene menos caché (128 kB) que su equivalente de PC. Tiene 64 MB de RAM (compartida) y funciona a 733 MHz. Debido a que el Pentium 3 introdujo SSE, la Xbox también tenía capacidades SIMD de 128 bits. Su  GPU NV2A, muy similar a la GeForce 3 , la convierte en la única consola de su tiempo con shaders  tradicionales.
La CPU de GameCube es una PowerPC con nombre en código Gekko que funciona a 485 MHz fabricada por IBM. Su GPU, con nombre en código "Flipper", es comparable al de la ATI Radeon original. La consola cuenta con 43 MB de memoria no unificada (24 MB de 1T-SRAM, 3 MB de 1T-SRAM integrada y 16 MB de DRAM).
La CPU de la PlayStation 2 (conocida como " Emotion Engine de 128 bits") cuenta con un núcleo de 64 bits y una FPU de 32 bits. Acoplada a dos Unidades Vectoriales de 128 bits, esta CPU híbrida R5900 se basa en la arquitectura MIPS. La PS2 también cuenta con un bus DMA interno de 10 canales con una anchura total de 128 bits. Las rutas entre el Emotion Engine, la RAM y el Graphics Synthesizer (GS) también tienen una anchura de 128 bits. La singular configuración del hardware de la PS2, con nada menos que 10 unidades de procesamiento, resultó difícil de comprender. Al principio, muchos desarrolladores tuvieron dificultades para programar el hardware. El Graphics Synthesizer (GS) de la PS2 cuenta con una memoria de vídeo dedicada de alta velocidad, aunque su capacidad de almacenamiento de datos es limitada. El bus DMA de 10 canales y 128 bits podía enviar datos a la memoria GS tan rápido como la pantalla se actualizaba. En consecuencia, con la memoria principal limitada a 32 MB, muchos juegos de PS2 presentan texturas reducidas en comparación con las versiones para otras consolas. Además, carece de una unidad de transformación e iluminación dedicada por hardware como en las GPU de Xbox y GameCube.
Sin embargo, el diseño de PS2 permite un notable grado de flexibilidad y opciones. Por ejemplo, la CPU puede gestionar el control del programa y la aritmética general, mientras que las unidades vectoriales 0 y 1 pueden proporcionar procesamiento paralelo de la física, el recorte, la transformación y la iluminación de la escena. Las unidades vectoriales son tan versátiles que  Shadow of The Colossus utilizó una de ellas para realizar el sombreado completo de píxeles del pelaje de los Colosos.
Dreamcast cuenta con un cpu SuperH-4 32-bit con  un  instruction set architecture (ISA)  de tipo  reduced instruction set computing (RISC) que utiliza instrucciones de longitud fija de 16-bit , junto con una double-precision superscalar de  64-bit, un bus de datos de  64-bit que permite un ancho variable de 8, 16, 32 o 64 bits, y un bus de punto flotante de 128 bits. El chipset PowerVR  2DC CLX2 utiliza un método único para renderizar una escena 3D llamado Renderizado Diferido Basado en Mosaicos (TBDR): mientras se almacenan polígonos en formato de tiras triangulares en memoria, la pantalla se divide en sprites asociados con una lista de triángulos visiblemente superpuestos sobre los cuales, mediante un proceso similar al ray tracing, se proyectan rayos y se renderiza un píxel del triángulo más cercano a la cámara. Después de calcular las profundidades asociadas a cada polígono para una fila de mosaicos en un ciclo, el mosaico completo se vacía en la memoria de video antes de pasar a renderizar el siguiente sprite. Una vez recopilada toda la información para el frame actual, los mosaicos se renderizan a su vez para producir la imagen final.

### Comparación
| Nombre                | Nombre               | Dreamcast | PlayStation 2 | Sony Bravia TV | PSX | GameCube | Panasonic DVD/Game Player | Xbox |
| Logo                  | Logo                 | | | | | | | |
| --------------------- | -------------------- | --- | --- | --- | --- | --- | --- | --- |
| Fabricante            | Fabricante           | Sega | Sony (SCE) | Sony | Sony (SCE) | Nintendo | Panasonic | Microsoft |
| Consola               | Consola              | An NTSC-U Sega Dreamcast Console and controller with VMU. | Slimline (right) and Original (left) PS2 consoles | | | Indigo GameCube and controller | | Xbox console with "Controller S" |
| Consola               | Consola              | Consola Dreamcast versión NTSC-U, control y VMU. En las versiones PAL, el remolino del logo Dreamcast swirl era azul, y en la versión NTSC-J era rojo, pero en los juegos muchas veces aparecía anaranjado. | Izquierda : Un modelo original de PlayStation 2 Derecha: La versión slim con un control DualShock 2 y una tarjeta de memoria. | Sony Bravia, una televisión de Sony, con una PS2 Slim incluida con un control remoto y un control DualShock 2 | PSX con un DualShock 2 y un control remoto | GameCube índigo y control. | Panasonic Q Una GameCube con funciones multimedia | Consola Xbox y dos versiones de su control. |
| Nombre del producto   | Nombre del producto  | - VA0 (1998 - 1999) - VA1 (1999 - 2000) - VA2 (2000) | - PlayStation 2 - SCPH-10000/15000 (2000) - SCPH-18000 (2000-2001) - SCPH-300xx (2000-2001) - SCPH-300xx(R)/350xx (2001-2002) - SCPH-37000 (2002) - SCPH-390xx (2002-2003) - SCPH-500xx (2003-2004) - PlayStation 2 "Slim" (2004-2013) - SCPH-700xx (2004-2005) - SCPH-750xx (2005-2006) - SCPH-770xx (2006-2007) - SCPH-790xx (2007-2008) - SCPH-900xx (2008-2013) | Sony Bravia TV - Bravia KDL-22PX300, - Bravia PX300/22 | - PSX (2003-2005) - DESR-7000 - DESR-5000 - DESR-7100, - DESR-5100 - DESR-5100S - DESR-7500 - DESR-5500 - DESR-7700 - DESR-5700 | - DOL-001 (2001-2004) - DOL-002(BRA) (200?-200?) - DOL-101 (2004?-2007) | SL-GC10-s | la Xbox usaba una mezcla de códigos numericos para diferenciar sus modelos |
| Fecha de lanzamiento  | Fecha de lanzamiento | - JP 27 de noviembre de 1998 - NA 9 de septiembre de 1999 - EU 12 de septiembre de 1999 - AUS 14 de octubre de 1999                                                                                         | - JP 4 de marzo de 2000 - NA 26 de octubre de 2000 - EU 24 de noviembre de 2000 - AUS 30 de noviembre de 2000 | - UK diciembre del 2010 | - JP 13 de diciembre de 2003 | - JP 14 de septiembre de 2001 - NA 18 de noviembre de 2001 - EU 3 de mayo de 2002 - AUS 17 de mayo de 2002                                                                                          | - JP 13 de diciembre de 2001 | - JP 22 de febrero de 2002 - NA 15 de noviembre de 2001 - EU 14 de marzo de 2002 - AUS 14 de marzo de 2002 |
| Precio de lanzamiento | Dólar ($)            | $199.99 | $299.99 | | | $199.99 | | $299.99 |
| Precio de lanzamiento | Euro (€)             | DEM499.99 | DEM869.99 | | | €199.99 | | €479.99 (Reducido a €399.99 poco después del lanzamiento) |
| Precio de lanzamiento | Libra (£)            | £199.99 | £299.99 | | | £129.99 | | £299.99 |
| Precio de lanzamiento | Dólar AUS (AUD)      | AU$499 | AU$749 | | | AU$329 | | AU$649 |
| Precio de lanzamiento | Yen (¥)              | ¥29,000 | ¥39,800 | | 79,800 ¥ | ¥25,000 | | ¥34,800 |
| Descontinuado         | Descontinuado        | - WW 31 de marzo de 2001 | - JP 28 de diciembre de 2012 - WW 4 de enero de 2013 | | | 2007 | 18 de diciembre de 2003 | - JP 2005 - WW 2006 |
| Media                 | Tipo                 | GD-ROM, CD | DVD, CD | DVD, CD | DVD, CD | GameCube Game Disc | GameCube Game Disc, DVD (Panasonic Q) | DVD, CD |
| Media                 | Bloqueo regional     | Sí | Sí | Sí | Sí | Sí | Sí | Sí |
| Media                 | Retrocompatibilidad  | No | PlayStation | PlayStation | PlayStation | Consolas de Game Boy (Game Boy Player requerido) | Consolas de Game Boy (Game Boy Player requerido) | No |
| Juego más vendido     | Juego más vendido    | Sonic Adventure, 2.5 millones (hasta junio de 2006) | Grand Theft Auto: San Andreas, 20.81 millones (hasta el 24 de agosto de 2013) | Grand Theft Auto: San Andreas, 20.81 millones (hasta el 24 de agosto de 2013) | Grand Theft Auto: San Andreas, 20.81 millones (hasta el 24 de agosto de 2013) | Super Smash Bros. Melee, 7.5 millones (hasta el 24 de agosto de 2013) | Super Smash Bros. Melee, 7.5 millones (hasta el 24 de agosto de 2013) | Halo 2, 8.49 millones hasta el 24 de agosto de 2013) |
| Accesorios            | Accesorios           | - VMU - Mouse y teclado de Dreamcast - Caña de pescar - Micrófono - Pistola de luz - Cámara Dreameye - Maracas de Samba de Amigo (control) - Más...                                                         | - PlayStation 2 HDD Disco duro interno soportado por el PlayStation 2 Expansion Bay (solamente en modelos 30000 y 50000) - Adaptador de red Integrado en los modelos de la línea slim (PSTwo, modelo 70000 y posterior) - EyeToy - Control remoto de PlayStation 2 DVD - Controles de guitarra - Más...                                                             | - PlayStation 2 HDD Disco duro interno soportado por el PlayStation 2 Expansion Bay (solamente en modelos 30000 y 50000) - Adaptador de red Integrado en los modelos de la línea slim (PSTwo, modelo 70000 y posterior) - EyeToy - Control remoto de PlayStation 2 DVD - Controles de guitarra - Más... | - PlayStation 2 HDD Disco duro interno soportado por el PlayStation 2 Expansion Bay (solamente en modelos 30000 y 50000) - Adaptador de red Integrado en los modelos de la línea slim (PSTwo, modelo 70000 y posterior) - EyeToy - Control remoto de PlayStation 2 DVD - Controles de guitarra - Más... | - WaveBird - GameCube – Game Boy Advance link cable - Adaptador de banda ancha y adaptador de módem de Nintendo GameCube - Game Boy Player - DK Bongos - Dance pad - Micrófono de GameCube - Más... | - WaveBird - GameCube – Game Boy Advance link cable - Adaptador de banda ancha y adaptador de módem de Nintendo GameCube - Game Boy Player - DK Bongos - Dance pad - Micrófono de GameCube - Más... | - Xbox Live Starter Kit - Xbox Media Center Extender - Kit de reproducción de DVD - Xbox Music Mixer - Unidad de memoria (8 MB) - Control inalámbrico Logitech (2.4 GHz) - Más...                                                                       |
| Control               |                      | | | | | | | |
| CPU                   | CPU                  | 200 MHz SuperH SH-4 | 294MHz MIPS "Emotion Engine" 299MHz modelos posteriores | 294MHz MIPS "Emotion Engine" 299MHz modelos posteriores | 294MHz MIPS "Emotion Engine" 299MHz modelos posteriores | 485 MHz PowerPC "Gekko" | 485 MHz PowerPC "Gekko" | 733 MHz x86 Intel Celeron/Pentium III personalizado |
| GPU                   | GPU                  | 100 MHz NEC/VideoLogic PowerVR CLX2 "Holly" | 147 MHz "Graphics Synthesize" | 147 MHz "Graphics Synthesize" | 147 MHz "Graphics Synthesize" | 162 MHz ATI "Flipper" | 162 MHz ATI "Flipper" | 233 MHz Personalizado Nvidia NV2A |
| RAM                   | RAM                  | RAM principal 16 MB SDRAM RAM de video 8 MB RAM de sonido 2 MB | RAM principal 32 MB doble canal, RDRAM RAM de video 4 MB eDRAM RAM de sonido 2 MB | RAM principal 32 MB doble canal, RDRAM RAM de video 4 MB eDRAM RAM de sonido 2 MB | RAM principal 32 MB doble canal, RDRAM RAM de video 4 MB eDRAM RAM de sonido 2 MB | RAM principal 24 MB 1T-SRAM RAM de video 16 MB DRAM 1T-SRAM incorporado de 3 MB | RAM principal 24 MB 1T-SRAM RAM de video 16 MB DRAM 1T-SRAM incorporado de 3 MB | SDRAM DDR unificada de 64 MB |
| Audio                 | Audio                | Audio estéreo con: - 64 canales PCM/ADPCM - 128 pasos DSP - Compatibilidad con Yamaha XG MIDI - Compatibilidad opcional con Dolby Surround                                                                  | Audio de sonido envolvente 5.1, con: - 48 ADPCM canales - Audio mezclado con software - Dolby Pro Logic II - Dolby Digital (para video de movimiento completo) - DTS (para video de movimiento completo) | Audio de sonido envolvente 5.1, con: - 48 ADPCM canales - Audio mezclado con software - Dolby Pro Logic II - Dolby Digital (para video de movimiento completo) - DTS (para video de movimiento completo)                                                                                                | Audio de sonido envolvente 5.1, con: - 48 ADPCM canales - Audio mezclado con software - Dolby Pro Logic II - Dolby Digital (para video de movimiento completo) - DTS (para video de movimiento completo)                                                                                                | Audio estéreo, con: - 64 ADPCM canales - Uso opcional de Dolby Pro Logic II | Audio estéreo, con: - 64 ADPCM canales - Uso opcional de Dolby Pro Logic II | Audio de sonido envolvente 5.1, con: - 64 canales de sonido 3D, o 256 canales de audio estéreo de 16 bits - Compatibilidad con MIDI, audio mono, Dolby Surround y Dolby Digital Live 5.1 en juegos - Compatibilidad con DTS al reproducir películas DVD |
| Salidas de video      | Salidas de video     | VGA (RGBHV), SCART (RGBS), S-Video, compuesto | Componente (YPBPR, RGsB), VGA (RGsB; juegos de escaneo progresivo/PS2 Linux solamente), SCART (RGBS), S-Video, compuesto | Componente (YPBPR, RGsB), VGA (RGsB; juegos de escaneo progresivo/PS2 Linux solamente), SCART (RGBS), S-Video, compuesto | Componente (YPBPR, RGsB), VGA (RGsB; juegos de escaneo progresivo/PS2 Linux solamente), SCART (RGBS), S-Video, compuesto | Componente (YCBCR), SCART (RGBS; consolas PAL solo), S-Video (solo consolas NTSC), compuesto | Componente (YCBCR), SCART (RGBS; consolas PAL solo), S-Video (solo consolas NTSC), compuesto | Componente (YPBPR), SCART (RGBS), S-Video, compuesto |
| Servicio en línea     | Servicio en línea    | JP: Dricas (1998-2007) NA: SegaNet (2000–2002) EU: Dreamarena (2000–2003) | Servicios no unificados a cargo de cada distribuidor (2002-2016) | Servicios no unificados a cargo de cada distribuidor (2002-2016) | Servicios no unificados a cargo de cada distribuidor (2002-2016) | Servicios no unificados (2003–2009) | Servicios no unificados (2003–2009) | Xbox Live (2002–2010) |
| Software del sistema  | Software del sistema | SO propietario (los juegos corrían a través de una versión optimizada de Windows CE) | - SO propietario - PS2 Linux - PlayStation Broadband Navigator | - SO propietario - PS2 Linux - PlayStation Broadband Navigator | - SO propietario - PS2 Linux - PlayStation Broadband Navigator | Dolphin OS (es una bios los juegos tienen su propio sistema operativo) | Dolphin OS (es una bios los juegos tienen su propio sistema operativo) | Xbox OS (Windows 2000 modificado optimizado para directx8) |

#### Otras consolas
Estas consolas fueron creadas para el mercado masivo, al igual que las 4 consolas enumeradas anteriormente. Estas, sin embargo, son notadas con menos frecuencia, nunca se lanzaron a nivel mundial y/o han vendido menos unidades en general.

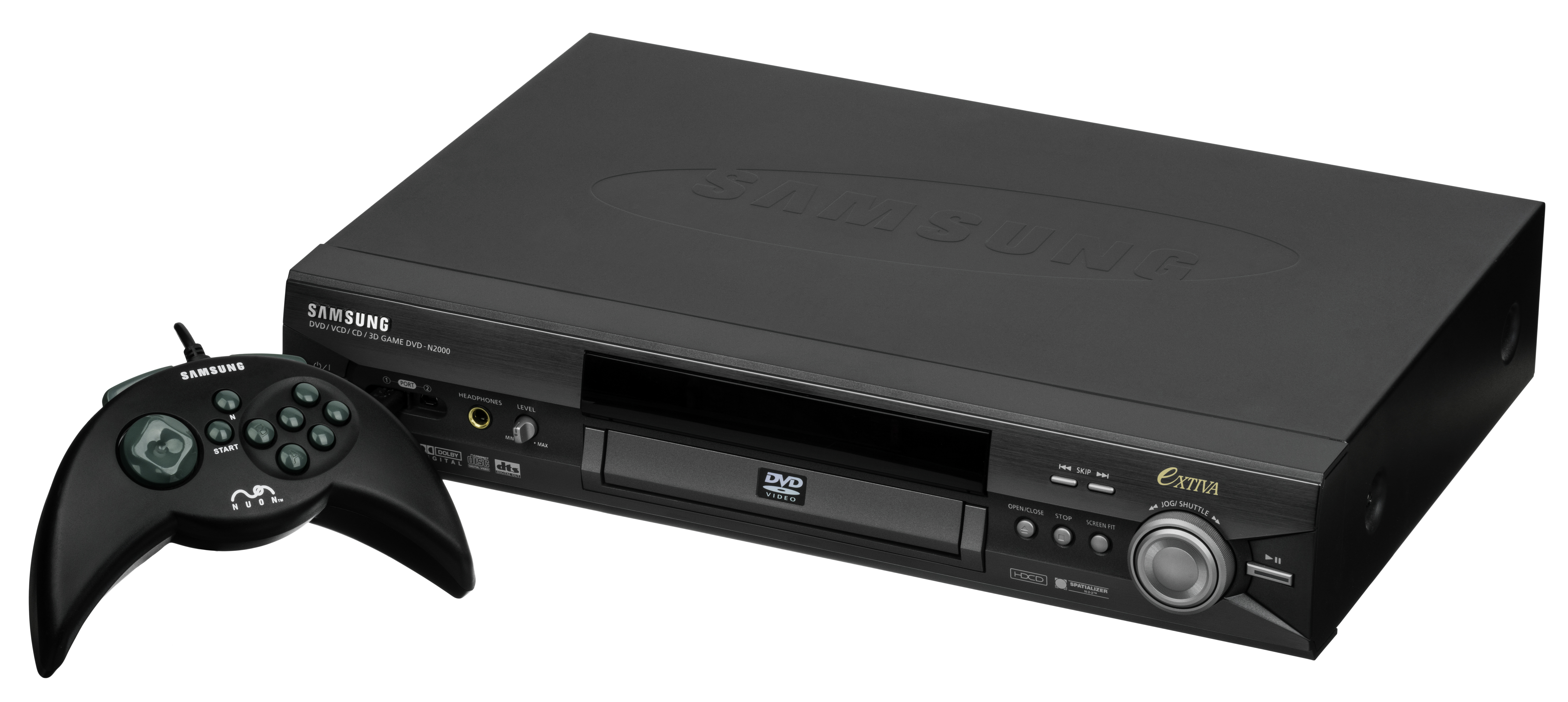
El Nuon, un híbrido sistema de juegos/reproductor de DVD con un catálogo de juegos muy pequeño. Lanzado for VM Labs en 2000.
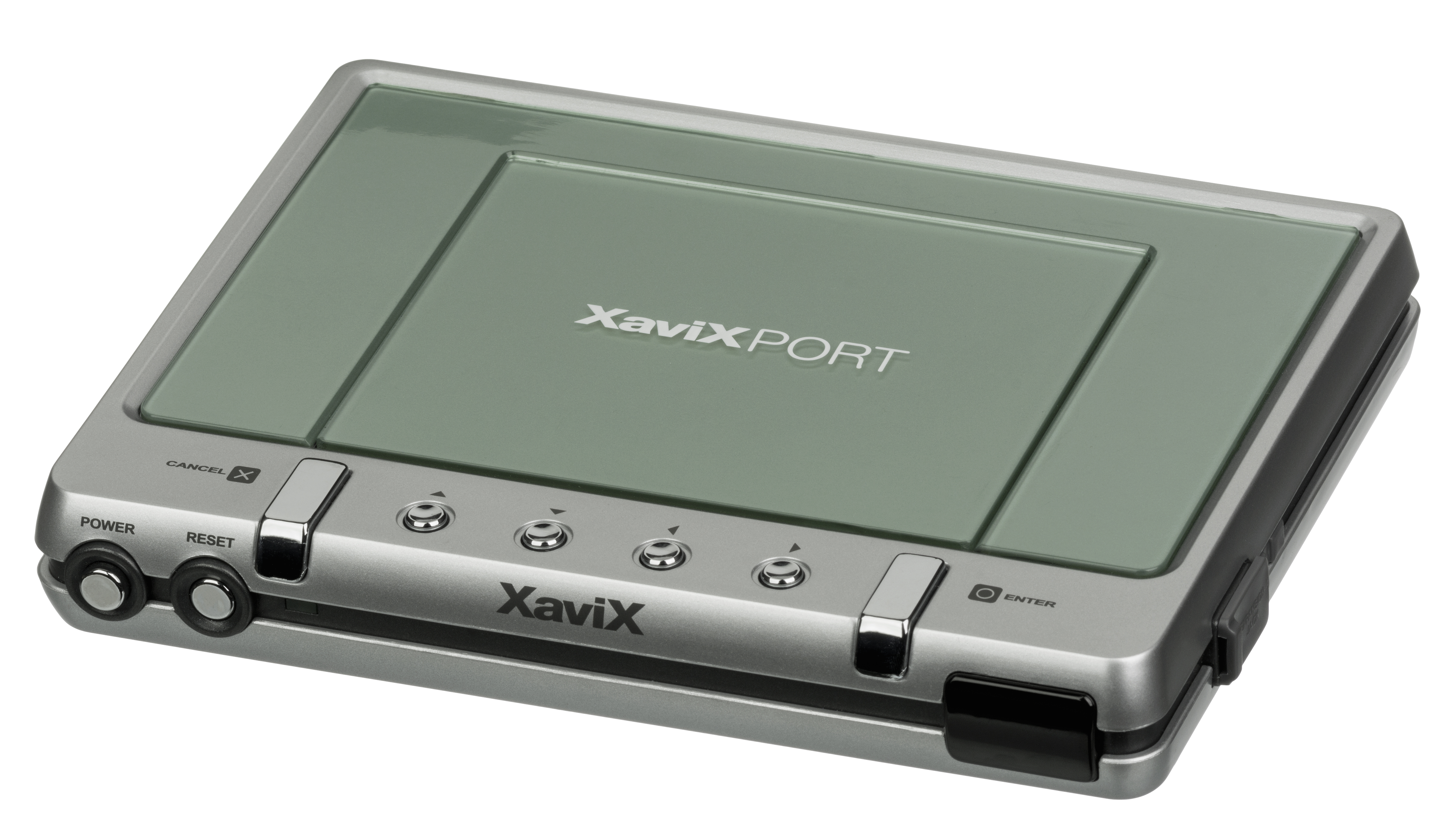
XaviX, una consola de juegos base para el XaviX Interactive System. Lanzada por SSD Company Limited en 2004.
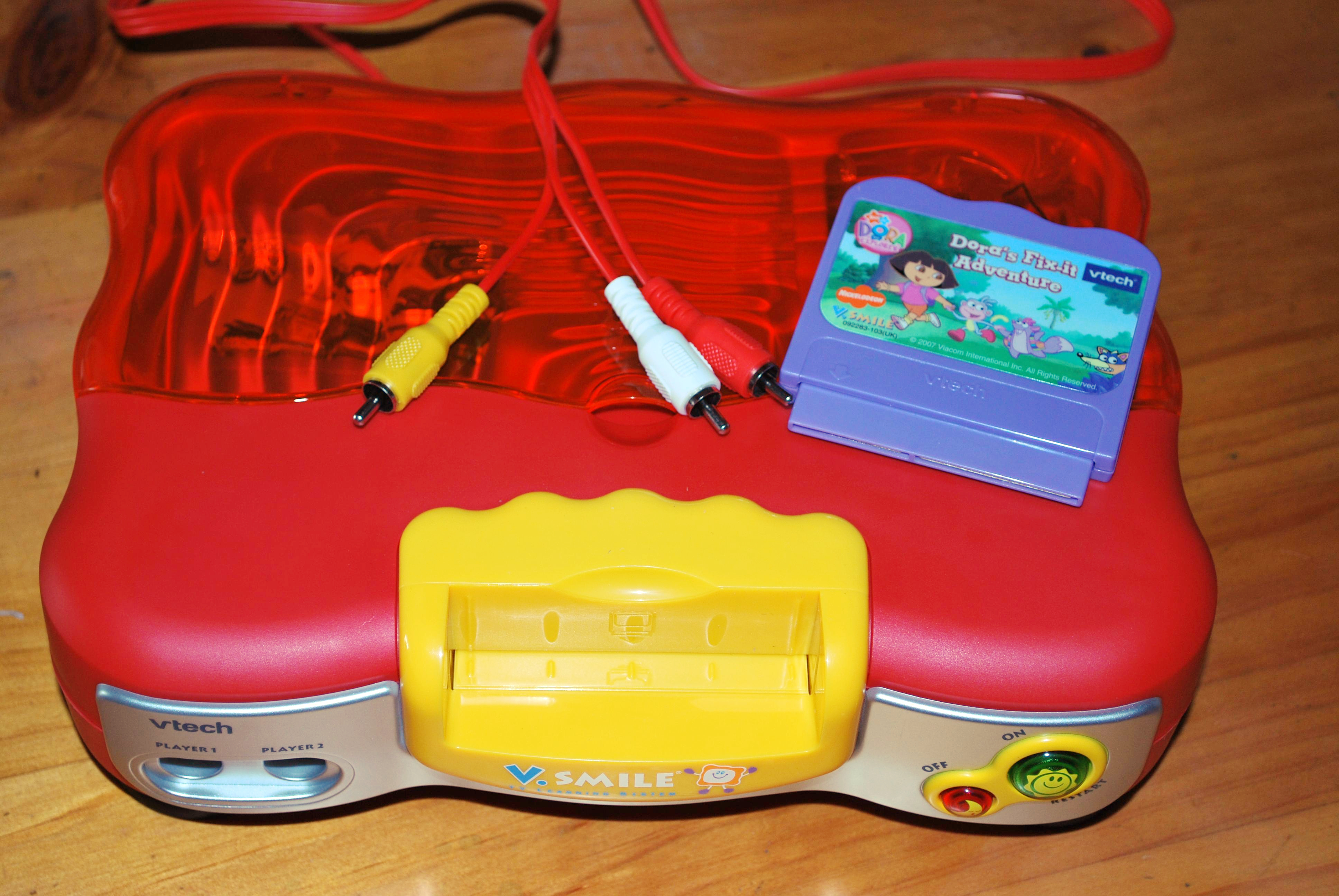
V.Smile, una consola educacional. Lanzada por VTech en 2004.

## Consolas portátiles
Durante la sexta generación, el mercado de las consolas portátiles se expandió con la introducción de nuevos dispositivos de varios diferentes fabricantes. Nintendo mantuvo su dominio del mercado portátil con el lanzamiento en 2001 del Game Boy Advance, el cual contaba con muchas mejoras y nuevas características en comparación al Game Boy. Dos rediseños de este sistema le siguieron: Game Boy Advance SP, en 2003 y Game Boy Micro, en 2005. También fue introducido el WonderSwan de Bandai, lanzado en Japón en 1999. La compañía surcoreana Game Park lanzó su GP32 en 2001, y con este llegó el inicio de las consolas portátiles de código abierto. La línea de portátiles de Game Boy Advance ha vendido 81.51 millones de unidades mundialmente hasta septiembre de 2010.
Una nueva adición al mercado fue la tendencia de las corporaciones de incluir en sus consolas portátiles una gran cantidad de características no relacionadas al juego, incluyendo teléfonos celulares, reproductores MP3, reproductores de películas portátiles y características de PDA. La portátil que comenzó con esta tendencia fue el N-Gage de Nokia, que fue lanzado en 2003 y funcionaba también principalmente como teléfono móvil. Tuvo un rediseño en 2004 y fue renombrado N-Gage QD. Una segunda consola portátil fue lanzada también en 2004: Zodiac de Tapwave, basada en el sistema operativo Palm OS, y ofrecía capacidades especializadas de video y sonido orientadas al juego, pero tenía un incómodo kit de desarrollo debido a la subyacente fundación del Palm OS.
Con más y más PDAs apareciendo durante la generación previa, la diferencia entre la electrónica de consumo y la computación tradicional comenzó a volverse difusa y la tecnología barata de consolas creció como resultado. Se decía de los PDAs que eran "las computadoras del juego portátil" debido a sus capacidades de múltiples propósitos y al cada vez más potente hardware de computadora que residía en su interior. Sin embargo, los PDAs seguían siendo dirigidos hacia el hombre de negocios común, y carecían de franquiscias de software nuevas y costeables para competir con las consolas portátiles dedicadas.

### Comparación
| Producto               | Producto               | WonderSwan                                                                                | WonderSwan                                                                                | WonderSwan                                                                                | Game Boy Advance | Game Boy Advance | Game Boy Advance | N-Gage | N-Gage |
| Nombre                 | Nombre                 | WonderSwan                                                                                | WonderSwan Color                                                                          | SwanCrystal                                                                               | Game Boy Advance | Game Boy Advance SP | Game Boy Micro | N-Gage | N-Gage QD |
| Logo                   | Logo                   |                                                                                           |                                                                                           |                                                                                           | | | | | |
| ---------------------- | ---------------------- | ----------------------------------------------------------------------------------------- | ----------------------------------------------------------------------------------------- | ----------------------------------------------------------------------------------------- | --- | --- | --- | --- | --- |
| Fabricante             | Fabricante             | Bandai                                                                                    | Bandai                                                                                    | Bandai                                                                                    | Nintendo | Nintendo | Nintendo | Nokia | Nokia |
| Consola                | Consola                |                                                                                           |                                                                                           |                                                                                           | Nintendo Game Boy Advance Purple FL | Game Boy Advance SP MK1 · Game Boy Advance SP MK2 | | | |
| Fecha de lanzamiento   | Fecha de lanzamiento   | - JP 4 de marzo de 1999                                                                   | - JP 9 de diciembre de 2000                                                               | - JP 12 de julio de 2002                                                                  | - JP 21 de marzo de 2001 - NA 11 de junio de 2001 - PAL 22 de junio de 2001 | - JP 14 de febrero de 2003 - NA 23 de marzo de 2003 - PAL 28 de marzo de 2003 | - JP 13 de septiembre de 2005 - NA 19 de septiembre de 2005 - EU 4 de noviembre de 2005 - AUS 3 de noviembre de 2005 | 7 de octubre de 2003 | 26 de mayo de 2004 |
| Precio de lanzamiento  | Dólar ($)              | -                                                                                         | -                                                                                         | -                                                                                         | $99.99 | $99.99 | $99.99 | $299.99 | $179.99 |
| Precio de lanzamiento  | Euro (€)               | -                                                                                         | -                                                                                         | -                                                                                         | | €129.99 | | €289.99 | €229.99 |
| Precio de lanzamiento  | Libra (£)              | -                                                                                         | -                                                                                         | -                                                                                         | | £89 | | £229.99 | |
| Precio de lanzamiento  | Dólar AUS (AUD)        | -                                                                                         | -                                                                                         | -                                                                                         | | AU$199.99 | | | |
| Precio de lanzamiento  | Yen (¥)                | ¥4,800                                                                                    | ¥7,800                                                                                    | ¥7,800                                                                                    | ¥9,800 | ¥12,500 | | | |
| Descontinuado          | Descontinuado          | 2003                                                                                      | 2003                                                                                      | 2003                                                                                      | 2007 | 2007 | 2007 | 2006 | 2006 |
| Media                  | Tipo                   | Cartucho de WonderSwan                                                                    | Cartucho de WonderSwan                                                                    | Cartucho de WonderSwan                                                                    | Game Boy Advance Game Pak | Game Boy Advance Game Pak | Game Boy Advance Game Pak | MultiMediaCard (MMC) | MultiMediaCard (MMC) |
| Media                  | Bloqueo regional       | N/A                                                                                       | N/A                                                                                       | N/A                                                                                       | Sin restricción | Sin restricción | Sin restricción | Sin restricción | Sin restricción |
| Media                  | Retrocompatibilidad    | N/A                                                                                       | N/A                                                                                       | N/A                                                                                       | Game Boy, Game Boy Color | Game Boy, Game Boy Color | Ninguna | N/A | N/A |
| Juego más vendido      | Juego más vendido      | Final Fantasy                                                                             | Final Fantasy                                                                             | Final Fantasy                                                                             | Pokémon Ruby y Zafiro, 16.22 millones combinados (al 25 de noviembre de 2004) | Pokémon Ruby y Zafiro, 16.22 millones combinados (al 25 de noviembre de 2004) | Pokémon Ruby y Zafiro, 16.22 millones combinados (al 25 de noviembre de 2004) | ? | ? |
| Accesorios             | Accesorios             | - WonderSwan WS adaptador de auriculares - WonderWave - WonderWitch - WonderBorg          | - WonderSwan WS adaptador de auriculares - WonderWave - WonderWitch - WonderBorg          | - WonderSwan WS adaptador de auriculares - WonderWave - WonderWitch - WonderBorg          | - Wireless Adapter - Infra-Red Adapter - GameCube – Game Boy Advance link cable - Play-Yan - e-Reader - Game Boy Advance Video - Cartucho de limpieza - Mobile Adapter - Más...                                                                                      | - Wireless Adapter - Infra-Red Adapter - GameCube – Game Boy Advance link cable - Play-Yan - e-Reader - Game Boy Advance Video - Cartucho de limpieza - Mobile Adapter - Más...                                                                                      | - Wireless Adapter - Infra-Red Adapter - GameCube – Game Boy Advance link cable - Play-Yan - e-Reader - Game Boy Advance Video - Cartucho de limpieza - Mobile Adapter - Más...                                                                                      | | |
| OS                     | OS                     |                                                                                           |                                                                                           |                                                                                           | | | | Symbian S60 | Symbian S60 |
| CPU                    | CPU                    | 16-bit, NEC V30 MZ                                                                        | 16-bit, NEC V30 MZ                                                                        | 16-bit, NEC V30 MZ                                                                        | 16.8 MHz, 32-bit, ARM7TDMI con memoria integrada | 16.8 MHz, 32-bit, ARM7TDMI con memoria integrada | 16.8 MHz, 32-bit, ARM7TDMI con memoria integrada | 104 MHz, 32-bit, RISC basado en la serie ARM9 | 104 MHz, 32-bit, RISC basado en la serie ARM9 |
| RAM                    | RAM                    | 512 kbit (64 KB) RAM                                                                      | 512 kbit (64 KB) RAM                                                                      | 512 kbit (64 KB) RAM                                                                      | 32KB + 96KB VRAM (interna en el CPU), 256KB DRAM (afuera del CPU) | 32KB + 96KB VRAM (interna en el CPU), 256KB DRAM (afuera del CPU) | 32KB + 96KB VRAM (interna en el CPU), 256KB DRAM (afuera del CPU) | 16MB RAM, 16MB ROM (3.4 MB accesible para el almacenamiento) | 16MB RAM, 16MB ROM (3.4 MB accesible para el almacenamiento) |
| Audio                  | Audio                  | Canales de PCM de 4 bits                                                                  | Canales de PCM de 4 bits                                                                  | Canales de PCM de 4 bits                                                                  | Audio estéreo con: - DAC de 8 bits, capaz de transmitir datos de ondas o generar muestras de ondas procesadas y mezcladas en software - Dos voces de onda cuadrada - Una voz WS programable - Un generador de ruido blanco - Muestreo opcional a través del canal WS | Audio estéreo con: - DAC de 8 bits, capaz de transmitir datos de ondas o generar muestras de ondas procesadas y mezcladas en software - Dos voces de onda cuadrada - Una voz WS programable - Un generador de ruido blanco - Muestreo opcional a través del canal WS | Audio estéreo con: - DAC de 8 bits, capaz de transmitir datos de ondas o generar muestras de ondas procesadas y mezcladas en software - Dos voces de onda cuadrada - Una voz WS programable - Un generador de ruido blanco - Muestreo opcional a través del canal WS | Audio estéreo (usando auriculares), con: - Compatibilidad con audio estándar MIDI, SP MIDI y AMR                                                                        | Audio estéreo (usando auriculares), con: - Compatibilidad con audio estándar MIDI, SP MIDI y AMR                                                                        |
| Interfaz               | Interfaz               | - Dos D-pads - Dos pares de botones frontales                                             | - Dos D-pads - Dos pares de botones frontales                                             | - Dos D-pads - Dos pares de botones frontales                                             | - D-pad - Cuatro botones frontales - Dos botones de hombro (gatillos) | - D-pad - Cuatro botones frontales - Dos botones de hombro (gatillos) | - D-pad - Cuatro botones frontales - Dos botones de hombro (gatillos) | - D-pad - Teclado numerado - Teclas de acceso rápido de reproductor de música, radio y menú - Botones para llamar y colgar - Otros cuatro botones frontales - Micrófono | - D-pad - Teclado numerado - Teclas de acceso rápido de reproductor de música, radio y menú - Botones para llamar y colgar - Otros cuatro botones frontales - Micrófono |
| Dimensiones            | Dimensiones            |                                                                                           | 12,8 cm (5 plg) × 7,43 cm (2,9 plg) × 24,3 cm (9,6 plg)                                   |                                                                                           | 144,5 mm (5,7 plg) ×24,5 mm (1 plg)× 82 mm (3,2 plg) | 84 mm (3,3 plg) × 82 mm (3,2 plg) × 24,4 mm (1 plg) | 50 mm (2 plg) × 101 mm (4 plg) × 17,2 mm (0,7 plg) | 70 mm (2,8 plg) × 134 mm (5,3 plg) × 20 mm (0,8 plg) | 118 mm (4,6 plg) × 68 mm (2,7 plg) × 22 mm (0,9 plg) |
| Peso                   | Peso                   |                                                                                           | 96 g (3.4 oz)                                                                             |                                                                                           | 140 g (4,9 oz) | 142 g (5 oz) | 80 g (2,8 oz) | 137 g (4,8 oz) | 143 g (5 oz) |
| Servicio en línea      | Servicio en línea      | -                                                                                         | -                                                                                         | -                                                                                         | - | - | - | N-Gage Arena | N-Gage Arena |
| Resolución             | Resolución             | 224 × 144                                                                                 | 224 × 144                                                                                 | 224 × 144                                                                                 | 240 × 160 | 240 × 160 | 240 × 160 | 176 × 208 | 176 × 208 |
| Almacenamiento         | Almacenamiento         | -                                                                                         | -                                                                                         | -                                                                                         | - | - | - | 3.4 MB Almacenamiento interno, MMC | 3.4 MB Almacenamiento interno, MMC |
| Duración de la batería | Duración de la batería | 40 horas                                                                                  | 15 horas                                                                                  |                                                                                           | GBA: 15 horas GBA SP: GB Micro: | 10 horas de reproducción continua con luz encendida, 18 horas con luz apagada | 5 horas con brillo al máximo y sonido, 8 horas con ambas características en default features on default | 2 horas de reproducción continua | 4 horas de reproducción continua |
| Unidades vendidas      | Unidades vendidas      | Japón: 3.5 millones (combinadas) WonderSwan: 1.55 millones WonderSwan Color: 1.1 millones | Japón: 3.5 millones (combinadas) WonderSwan: 1.55 millones WonderSwan Color: 1.1 millones | Japón: 3.5 millones (combinadas) WonderSwan: 1.55 millones WonderSwan Color: 1.1 millones | Mundial: 81.51 millones (hasta el 30 de septiembre de 2010) Japón: 16.96 millones América: 41.64 millones Otros: 22.91 millones | Mundial: 81.51 millones (hasta el 30 de septiembre de 2010) Japón: 16.96 millones América: 41.64 millones Otros: 22.91 millones | Mundial: 81.51 millones (hasta el 30 de septiembre de 2010) Japón: 16.96 millones América: 41.64 millones Otros: 22.91 millones | Mundial: 3 millones (hasta el 30 de julio de 2007) | Mundial: 3 millones (hasta el 30 de julio de 2007) |

### Otras portátiles

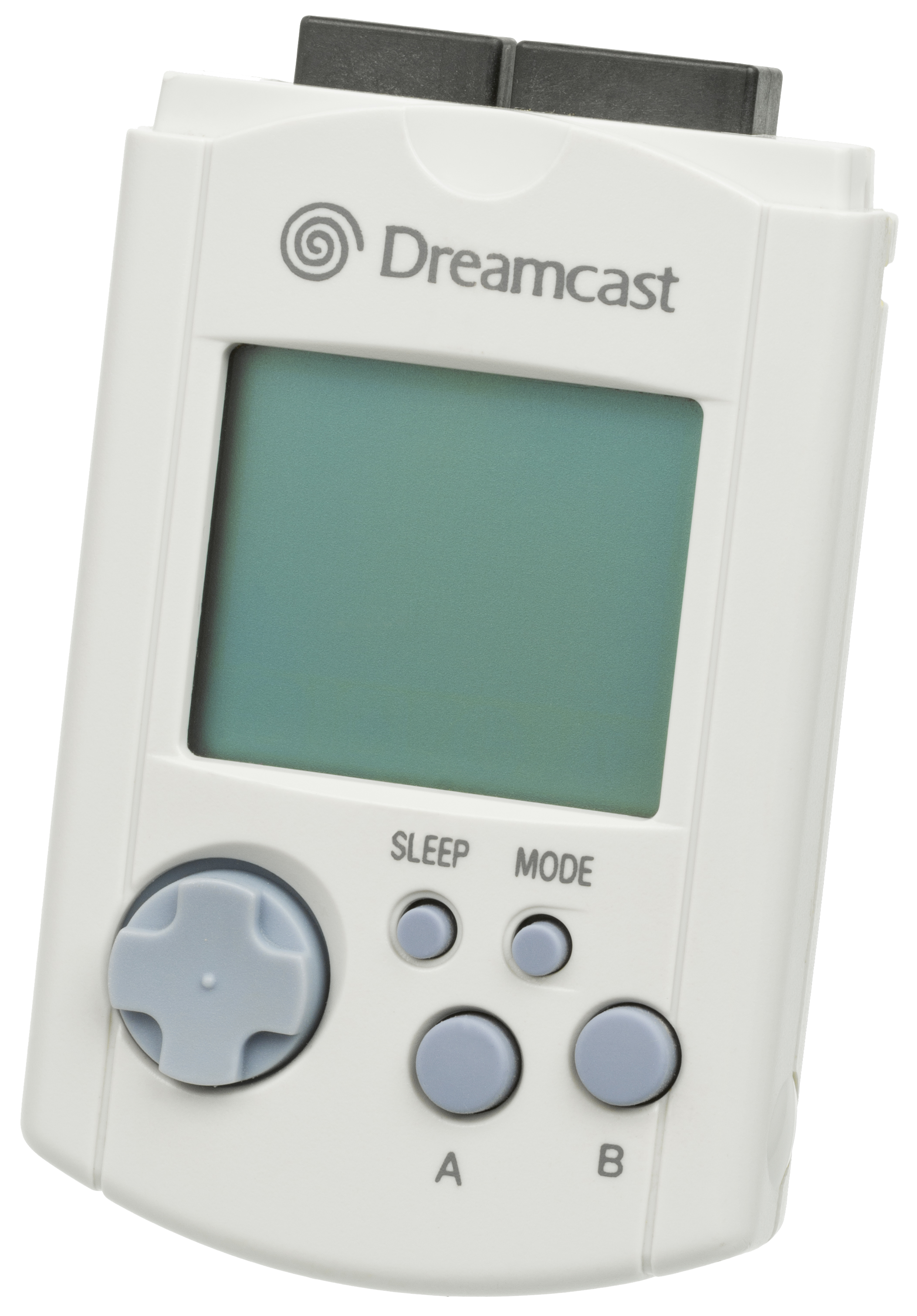
VMU, creado por Sega para Dreamcast.
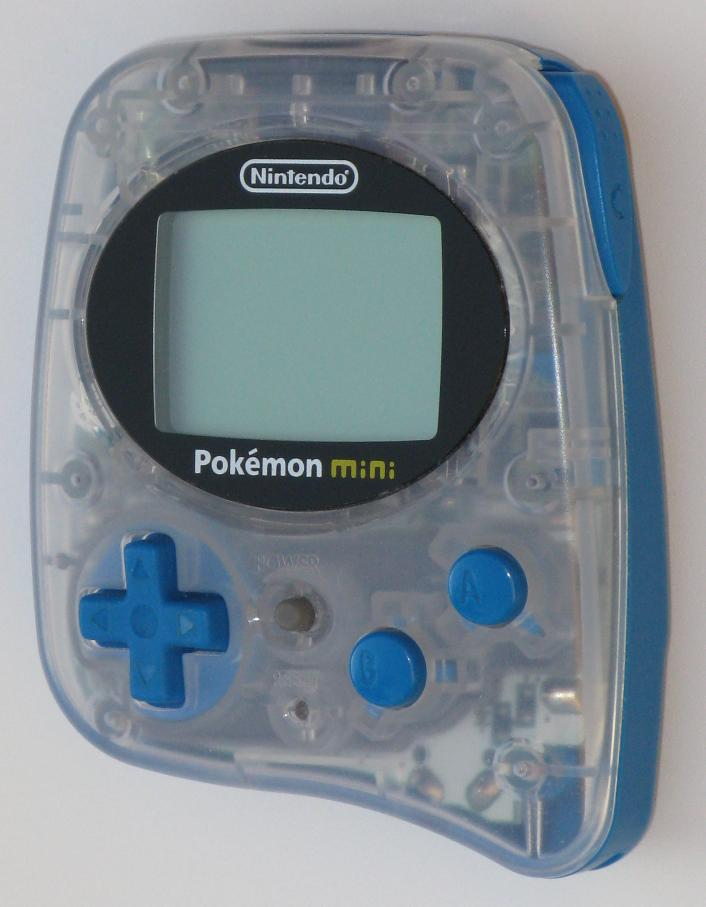
Pokémon Mini de Nintendo, 2001.
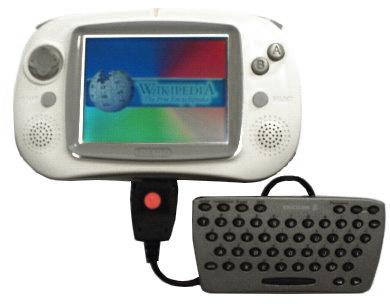
GP32 de GamePark. Lanzado en 2001, descontinuado en 2005.
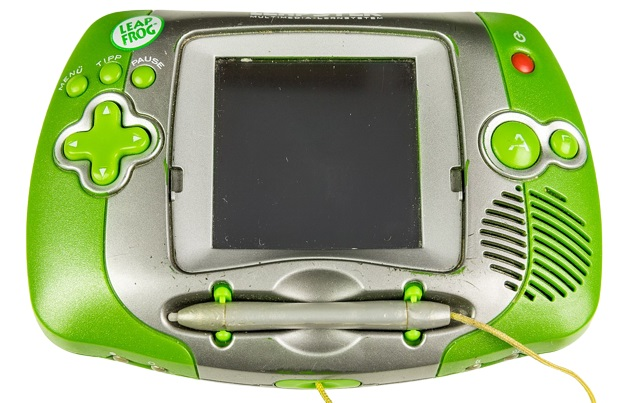
Leapster de LeapFrog Enterprises. Consola educativa.
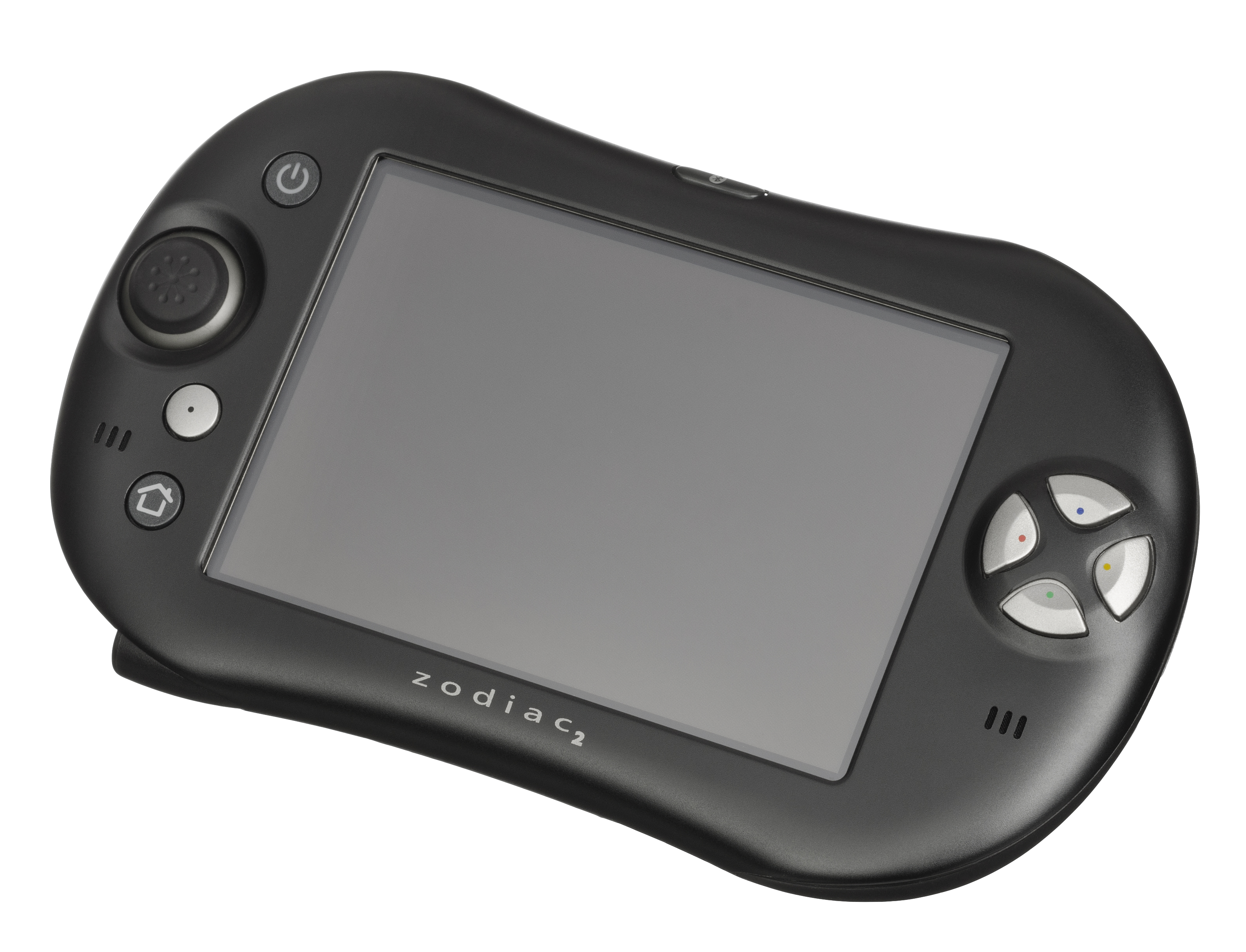
Tapwave Zodiac, de 2003. Una PDA con compatibilidad con juegos.

## Ventas

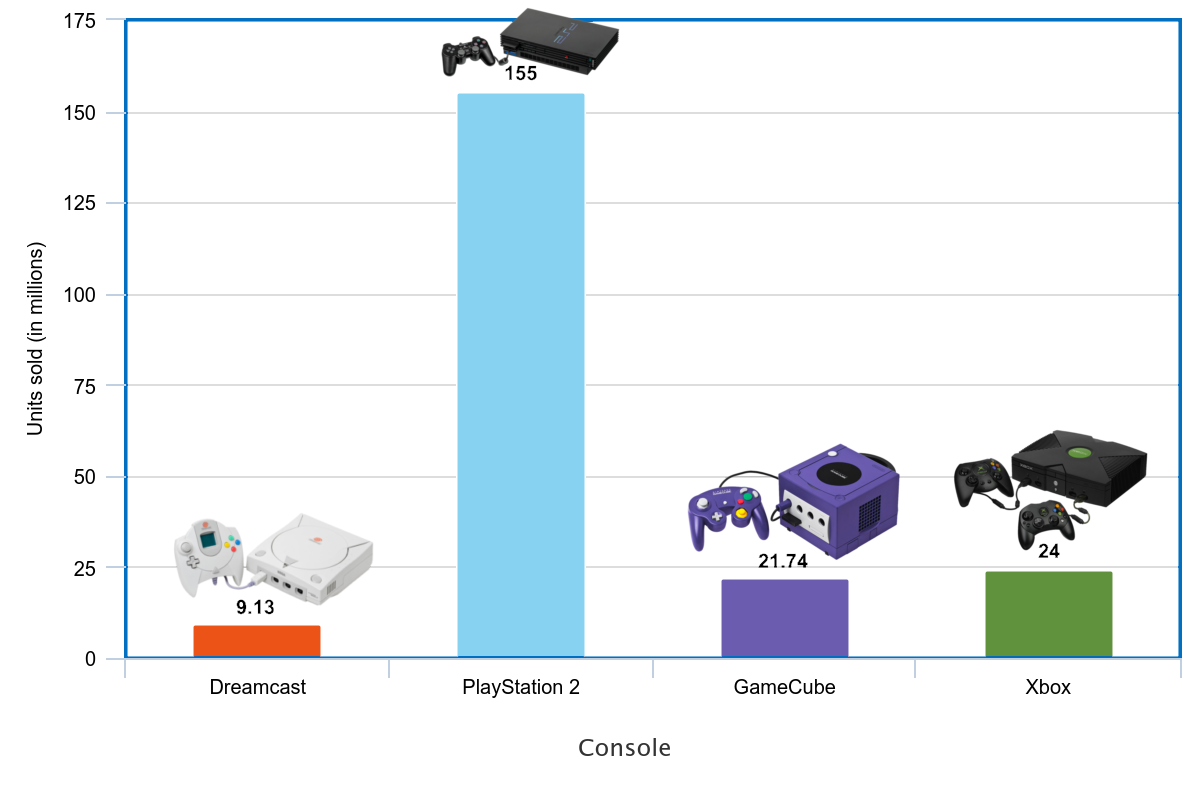
Gráfico de barras que muestra las ventas de las principales consolas de sexta generación.

### Consolas de sobremesa
| Consola       | Ventas                                    |
| ------------- | ----------------------------------------- |
| PlayStation 2 | 160 millones (31 de marzo de 2012)        |
| Xbox          | 24 millones (10 de mayo de 2006)          |
| GameCube      | 21.74 millones (30 de septiembre de 2010) |
| Dreamcast     | 9.13 millones ( 6 de septiembre de 2002)  |

### Consolas portátiles
| Consola          | Ventas         |
| ---------------- | -------------- |
| WonderSwan       | 3.5 millones   |
| Game Boy Advance | 81.51 millones |
| N-Gage           | 3 millones     |

## Tendencias

### Juegos controversiales
Mientras que la sexta generación no fue la primera en tener su cuota de juegos controversiales, esta generación tuvo extensiva crítica por figuras públicas de contenido "objetable" en los juegos, tal como sexo, crimen, violencia, profanidad, uso de drogas y propaganda social, así como temas de debate como religión, política y economía.
La sexta generación también es notable porque vio la continuación de legisladores tomando acción contra la industria del videojuego. Los casos más famosos fueron los juegos de Rockstar Games Manhunt y Grand Theft Auto (especialmente Grand Theft Auto III y Grand Theft Auto: Vice City) enfrentando demandas debido a supuestas calumnias raciales e influenciar a menores a cometer crímenes, mientras que a Grand Theft Auto: San Andreas se le dio brevemente una clasificación para adultos y se retiró de muchas tiendas debido a la disponibilidad de un minijuego abandonado utilizando el mod Hot Coffee.
La sexta generación también coincidió con los ataques del 11 de septiembre en la ciudad de Nueva York y el Pentágono, lo cual tuvo un enorme impacto en la industria del entretenimiento, incluyendo la industria del videojuego; en el panorama subsecuente del mercado, múltiples juegos fueron editados en respuesta a la sensibilidad que rodeó al evento. Previo a su lanzamiento, Metal Gear Solid 2: Sons of Liberty retrataba una fortaleza móvil sumergible secuestrada por terroristas destruyendo una buena porción de Manhattan a la vista de las torres gemelas. Similarmente, varias modificaciones no divulgadas fueron hechas en Grand Theft Auto III, tales como un cambio al esquema de color de los carros de policía (el viejo esquema se parecía al viejo diseño azul y blanco del NYPD) y arte alterado en la portada (la versión europea llevó el arte original); Rockstar Games estima que los cacmbios ascendían a un 1% de contenido cambiado. El juego de Dreamcast Propeller Arena nunca fue oficialmente lanzado, posiblemente debido a cierto nivel que visualmente era muy similar a los ataques del 11 de septiembre.

### Emulación y retrogaming
Debido al incremento de poder de cómputo de las consolas y al uso generalizado de emuladores, la sexta generación vio el ascenso de la emulación de consolas y retrogaming en gran escala. Muchos juegos de sistemas más viejos fueron actualizados con gráficos superiores o sonido y relanzados para consolas actuales. Juegos comúnmente emulados incluyen aquellos lanzados para el Nintendo Entertainment System, el Super Nintendo Entertainment System, el Mega Drive/Genesis, el PlayStation (a través de PS2), y Nintendo 64.
También durante esta generación, el poder de cómputo de las consolas portátiles se volvió capaz de soportar juegos hechos para algunas de las consolas más antiguas y varias compañías lanzaron adaptaciones de juegos clásicos para las portátiles, Nintendo introdujo una línea de juegos de NES y SNES para Game Boy Advance, incluyendo adaptaciones tales como Final Fantasy I & II: Dawn of Souls y Metroid: Zero Mission. Además, un cresciente número de desarrolladores de tercera, incluyendo Midway Games, Capcom, Namco, Atari, Tecmo, y Sega, publicaron colecciones antológicas de algunos de sus juegos viejos. Adicionalmente, muchos videojuegos y series de videojuegos que originalmente fueron confinadas a Japón fueron lanzadas en Norteamérica y Europa por primera vez.

### Ascenso del juego en línea
El juego en línea, que en las generaciones previas había sido dominio casi exclusivamente de los juegos de PC, se volvió más prominente en las consolas de videojuegos durante esta generación. Dreamcast comenzó este cambió con su módem integrado, software de navegación en internet, y habilidad de jugar ciertos juegos en línea. PlayStation 2, Xbox y GameCube también ofrecían juego en línea, aunque sus acercamientos y compromiso a este variaron grandemente. Xbox ofrecía un servicio integrado llamado Xbox Live que costaba $50 dólares al año y solo era compatible con conexión a internet de banda ancha. Su habilidad de conectar jugadores para partidas multijugador en línea y su experiencia ideal fue un factor considerable en permitir a Xbox ganar una posición en el mercado occidental, especialmente en el género de disparos en primera persona. PlayStation 2 dejó su servicio de juego en línea a cargo de cada distribuidor individual, y aunque era de uso gratuito, no siempre era una experiencia ideal, especialmente con juegos publicados por desarrolladores pequeños. GameCube no ofrecía juego en línea para ninguno de sus juegos de desarrollo de primera, con solo Phantasy Star Online y Homeland de Sega haciendo uso oficial de las capacidades en línea de la consola. Además, la capacidad en línea no venía de fábrica, se necesitaba un adaptador para conectar el GameCube a internet.

### Fusiones
Muchas compañías distribuidoras con una gran historia establecida se fusionaron con sus competidores; Microsoft compró la desarrolladora de segunda Rare en 2002; Square se fusionó con Enix para formar Square Enix en 2003 y luego compró a Taito; Sega se fusionó con Sammy Corporation para formar Sega Sammy Holdings en 2004; Konami compró la participación mayoritaria de Hudson Soft; Namco se fusionó con Bandai para formar Bandai Namco Holdings en 2006.